# Московське (Ставропольский край)
Моско́вське (рос. Московское) — село в Ізобіленському районі (міському окрузі) Ставропольского краю Російської Федерації.

## Географія
Село розташоване на північно-східних схилах Ставропольської височини.
Відстань до крайового центру становить 27 км.
Відстань до районного центру становить 20 км.

## Історія
У 1777—1778 роках (за іншими даними у 1780 році) при фортеці № 9 (Московської) Азово-Моздокської лінії утворилась станиця Московська Хопьорського полку Кавказского лінійного козацького війська. У 1826 році козача станица була переселена на Кубань у станицю Барсуковську, а на місці козаків поселені селяни. Також існують свідчення про те, що село Московське заснували у 1816—1817 роках переселенці з Курскої губернії. Село входило до Ставропольського повіту Ставропольської губернії.
В 1918 році у губернії почався процес колективізації, яка не була здійснена до кінця через Громадянську війну на теренах колишньої Російської імперії. Після остаточного встановлення радянської влади у регіоні стали створюватися комуни та артілі, що організовувались колишніми червоноармійцями. У 1921 році у селі Московське були утворені артілі імені Зінов’єва та «Новий труд», у 1924 році — машинні товариства «Групи Бідноти» та «Агроном».
Постановою ВЦВК від 2 червня 1924 року Ставропольска губернія, яка з лютого того ж року перебувала у складі Південно-Східної області, була перетворена в одноіменний округ, у який увійшли 10 районів, у тому числі Московський район з центром у селі Московське (з 25 березня 1929 року район став називатися Ізобільно-Тищенським з центром у селі Ізобільно-Тищенськ (сучасне місто - Ізобільний)).
Станом на 1925 рік село Московське було адміністративним центром Московської сільради Московського району Ставропольського округу Північно-Кавказского краю (з 1937 року — Орджонікідзевський край, з 1943 року — Ставропольский край).
Згідно «Списку населених місць Північно-Кавказского краю» станом на 1925 рік, село складалося з 1270 дворів, у яких проживали 7251 особа (3523 чоловіків та 3728 жінок). У Московському було 3 партійні організації, початкова школа, 2 бібліотеки та 14 невеликих промислових підприємства (включно з шістьма кузнями та п’ятьма млинами). Згідно з переписом 1926 року по Північно-Кавказскому краю, у селі налічувалось 1632 господарства і 8206 жителів (3906 чоловіків та 4300 жінок), з котрих 8120 — росіяни.
До 2017 року було адміністративним центром сільського поселення Московської сільради.

## Населення
Динаміка чисельності населення села Московське:
Згідно з даними перепису 2002 року, 86 % населения становлять росіяни.

## Інфраструктура
На території села Московське знаходятся Будинок культури, бібліотека № 9, дитячий садок № 42 «Теремок», средня школа № 4, державний агротехнический колледж.
Вулична сіть налічує 33 вулиці і 10 провулків.
У східній околиці села розташований відкритий цвинтар площею 100 тыс. м².

## Транспорт
Через село проходить федеральна траса 07К-041 «Ставрополь — Ростов-на-Дону». З Ставрополя у Московське заїжджають автобуси, які йдуть у Ростов-на-Дону, Москву тощо.

## Релігійні та культові споруди
- Храм Миколи Чудотворця, побудований в 1839 році[джерело не вказане 2862 дні]. Був реконструйований у 2016 році.

## Спорт
В селі діє любительський футбольний клуб «Старт». Він грає у Відкритій першості Ізобіленського району.

## Пам'ятки
- Фортечний вал, збудований у добу російського завоювання Кавказу.[24]
- Братська могила червоних партизанів і вояків радянської армії, які загинути у 1918 році.[25]
- Братська могила 11 радянським воякам, які загинути у боротьбі з нацистами. 1942—1943, 1959 року.[26]
- Фундамент Московської фортеці[джерело не вказане 2619 днів].
- За даними «Енциклопедичного словника Ставропольского краю» (2006), у околицях села зібрано близько «50 половецьких баб з каменю, знайдені решти давніх тварин: китів, південного слона, парнокопитних».[5]